# 선산 삼강정려
선산 삼강정려(善山 三綱旌閭)는 대한민국 경상북도 구미시 고아읍 봉한리에 있는 정려이다. 1997년 9월 29일 경상북도의 문화재자료 제333호로 지정되었다.

## 개요
봉한리 마을에서 난 충신, 효자, 열녀를 기리기 위해 정조 19년(1795)에 세운 것이다. 삼강은 유교적 실천윤리인 충(忠)·효(孝)·열(烈)을 말하는 것이며, 정려는 이러한 것을 잘 지킨 이들의 정신을 받들기 위해 마을 입구에 세우는 징표이다.
이곳의 충신·효자·열녀는 각각 야은 길재·배숙기·약가인데 길재(1353∼1419)는 고려말과 조선초의 학자로 1374년 벼슬길에 올랐으나 고려가 망하고 조선이 건국되자 고향으로 돌아와 학문 연구와 제자를 키우는데 전념하였다. 이색·정몽주와 함께 고려의 삼은(三隱)으로 불린다.
조선 성종 때 사람 배숙기는 부모를 정성으로 모셨으며, 약가는 조을생의 아내로 남편이 왜구에게 잡혀간 이후 8년을 하루같이 남편을 기다리며 살았다고 한다.

## 같이 보기
- 길재

## 참고 문헌
- 선산 삼강정려 - 국가유산청 국가유산포털